# AACTA al miglior attore
L'AACTA al miglior attore (AACTA Award for Best Actor in a Leading Role) è un premio cinematografico assegnato annualmente all'attore protagonista in un film di produzione australiana votato come migliore dall'Australian Academy of Cinema and Television Arts.
Assegnato dal 1972 al 1975 come premio speciale, e dal 1976 come premio regolare, è stato consegnato dall'Australian Film Institute fino al 2010 con il nome di AFI al miglior attore.

## Vincitori e candidati

### Anni 1970
- 1972
  - Bruce Spence - Stork
- 1973
  - Robert McDarra - 27A
- 1975
  - Jack Thompson - Domenica, troppo lontano (Sunday Too Far Away)
  - Martin Vaughan - Billy and Percy
- 1976
  - Simon Burke - Il cortile del diavolo (The Devil's Playground)
  - Nick Tate - Il cortile del diavolo (The Devil's Playground)
  - Arthur Dignam - Il cortile del diavolo (The Devil's Playground)
  - George Mallaby - End Play
- 1977
  - John Meillon - Il quarto desiderio (The Fourth Wish)
  - Noel Ferrier - Eliza Frazer
  - David Gulpilil - Il ragazzo della tempesta (Storm Boy)
  - John Meillon - The Picture Show Man
- 1978
  - Bill Hunter - Newsfront
  - Richard Chamberlain - L'ultima onda (The Last Wave)
  - Robert Helpmann - The Mango Tree
  - John Waters - Weekend of Shadows
- 1979
  - Mel Gibson - Tim - Un uomo da odiare (Tim)
  - Alan Cassell - Cathy's Child
  - Richard Moir - In Search of Anna
  - Michael Preston - The Last of the Knuckleman

### Anni 1980
- 1980
  - Jack Thompson - Esecuzione di un eroe (Breaker Morant)
  - Bryan Brown - Stir
  - Max Phipps - Stir
  - Edward Woodward - Esecuzione di un eroe (Breaker Morant)
- 1981
  - Mel Gibson- Gli anni spezzati (Gallipoli)
  - John Hargreaves - Hoodwink
  - Graham Kennedy - The Club
  - Mark Lee - Gli anni spezzati (Gallipoli)
- 1982
  - Ray Barrett - Goodbye Paradise
  - Vince Colosimo - Un passo avanti (Moving Out)
  - Norman Kaye - Cuori solitari (Lonely Hearts)
  - William Henry Kerr - Dusty
- 1983
  - Norman Kaye - L'uomo dei fiori (Man of Flowers)
  - Mel Gibson - Un anno vissuto pericolosamente (The Year of Living Dangerously)
  - Nicholas Gledhill - Careful, He Might Hear You
  - Martin Vaughan - Corri cavallo corri (Phar Lap)
- 1984
  - John Hargreaves - My First Wife
  - Drew Forsythe - Annie's Coming Out
  - Chris Haywood - Strikebound
  - Ivar Kants - Silver City
- 1985
  - Chris Haywood - Una strada per morire (A Street to Die)
  - John Clayton - Unfinished Business
  - Richard Moir - An Indecent Obsession
  - Barry Otto - Bliss
- 1986
  - Colin Friels - Malcolm
  - Reb Brown - Death of a Soldier
  - Robert Menzies - Cactus
  - Barry Otto - The More Things Change...
- 1987
  - Leo McKern - Agente sì... ma di commercio! (Travelling North)
  - Bryan Brown - Una moglie per bene (The Umbrella Woman)
  - Colin Friels - Ground Zero
  - Noah Taylor - The Year My Voice Broke
- 1988
  - John Waters - Boulevard of Broken Dreams
  - Mark Lee - Segreti inconfessabili (The Everlasting Secret Family)
  - Hamish McFarlane - Navigator - Un'odissea nel tempo (The Navigator: A Medieval Odyssey)
  - Sean Scully - Phobia
- 1989
  - Sam Neill - Un grido nella notte (Evil Angels)
  - Mike Bishop - Ghosts… of the Civil Dead
  - John Hargreaves - Emerald City
  - Chris Haywood - Island

### Anni 1990
- 1990
  - Max von Sydow - Father
  - Russell Crowe - The Crossing
  - Frankie J. Holden - Return Home
  - Ben Mendelsohn - Cuccata per il week-end (The Big Steal)
- 1991
  - Hugo Weaving - Istantanee (Proof)
  - Colin Friels - Dingo
  - Ben Mendelsohn - Spotswood
  - Sam Neill - Death in Brunswick
- 1992
  - Russell Crowe - Skinheads (Romper Stomper)
  - Lothaire Bluteau - Manto nero (Black Robe)
  - Bruno Ganz - Ultimi giorni da noi (The Last Days of Chez Nous)
  - Paul Mercurio - Ballroom - Gara di ballo (Strictly Ballroom)
- 1993
  - Harvey Keitel - Lezioni di piano (The Piano)
  - Matthew Ferguson - Il colore dei suoi occhi (On My Own)
  - Anthony LaPaglia - The Custodian
  - John Moore - Blackfellas
- 1994
  - Nicholas Hope - Bad Boy Bubby
  - John Hargreaves - Vita di campagna (Country Life)
  - Terence Stamp - Priscilla - La regina del deserto (The Adventures of Priscilla, Queen of the Desert)
  - Hugo Weaving - Priscilla - La regina del deserto (The Adventures of Priscilla, Queen of the Desert)
- 1995
  - John Lynch - Angel Baby
  - John Jarratt - All Men Are Liars
  - John Moore - The Life of Harry Dare
  - Aden Young - Metal Skin
- 1996
  - Geoffrey Rush - Shine
  - John Brumpton - Life
  - Noah Taylor - Shine
  - Aden Young - River street - La frode (River Street)
- 1997
  - Richard Roxburgh - Patsy Cline (Doing Time for Patsy Cline)
  - Michael Caton - Casa dolce casa (The Castle)
  - Matt Day - Kiss or Kill
  - Jeremy Sims - Idiot Box
- 1998
  - Hugo Weaving - The Interview
  - Ray Barrett - In the Winter Dark
  - Alex Dimitriades - Head On
  - David Wenham - The Boys
- 1999
  -  Russell Dykstra - Soft Fruit
  - Hugh Jackman - Erskineville Kings
  - Heath Ledger - Two Hands
  - Richard Roxburgh - Passion

### Anni 2000
- 2000
  - Eric Bana - Chopper
  - Steve Bastoni - 15 Amore
  - David Wenham - Better Than Sex
  - Sam Worthington - Bootmen
- 2001
  - Anthony LaPaglia - Lantana
  - Ewan McGregor - Moulin Rouge!
  - Ben Mendelsohn - Mullet
  - David Wenham - The Bank - Il nemico pubblico n° 1 (The Bank)
- 2002
  - David Gulpilil - The Tracker
  - Vince Colosimo - Walking on Water
  - Geoffrey Rush - Una bracciata per la vittoria (Swimming Upstream)
  - David Wenham - Molokai: The Story of Father Damien
- 2003
  - David Wenham - Gettin' Square
  - Heath Ledger - Ned Kelly
  - Timothy Spall - Gettin' Square
  - Gotaro Tsunashima - Japanese Story
- 2004
  - Sam Worthington - Somersault
  - Colin Friels - Tom White
  - Kevin Harrington - The Honourable Wally Norman
  - Dan Spielman - One Perfect Day
- 2005
  - Hugo Weaving - Little Fish
  - William McInnes - Look Both Ways - Amori e disastri (Look Both Ways)
  - Guy Pearce - La proposta (The Proposition)
  - Ray Winstone - La proposta (The Proposition)
- 2006
  - Shane Jacobson - Kenny
  - Gabriel Byrne - Jindabyne
  - Heath Ledger - Paradiso + Inferno (Candy)
  - Steve Le Marquand - Last Train to Freo
- 2007
  - Eric Bana - Meno male che c'è papà - My Father (Romulus, My Father)
  - Brendan Cowell - Noise
  - Joel Lok - The Home Song Stories
  - Kodi Smit-McPhee - Meno male che c'è papà - My Father (Romulus, My Father)
- 2008
  - William McInnes - Unfinished Sky
  - Guy Pearce - Houdini - L'ultimo mago (Death Defying Acts)
  - David Roberts - The Square
  - Rhys Wakefield - The Black Balloon
- 2009
  - Anthony LaPaglia - Balibo
  - Rowan McNamara - Samson and Delilah
  - Ben Mendelsohn - Beautiful Kate
  - Hugo Weaving - Last Ride

### Anni 2010
- 2010
  - Ben Mendelsohn - Animal Kingdom
  - Brendan Cowell - Le colline della morte (Beneath Hill 60)
  - James Frecheville - Animal Kingdom
  - Clive Owen - Ragazzi miei (The Boys Are Back)
- 2012
  - Daniel Henshall - Snowtown
  - Willem Dafoe - The Hunter
  - Geoffrey Rush - The Eye of the Storm
  - David Wenham - Oranges and Sunshine
- 2013
  - Chris O'Dowd - The Sapphires
  - Joel Edgerton - Wish You Were Here
  - Matthew Goode - Burning Man
  - Guy Pearce - 33 Postcards
- 2014
  - Leonardo DiCaprio -  Il grande Gatsby (The Great Gatsby)
  - Sitthiphon Disamoe - The Rocket
  - Ewen Leslie - Dead Europe
  - Hugo Weaving - The Turning
- 2015/I
  - David Gulpilil - Charlie's Country
  - Russell Crowe - The Water Diviner
  - Damon Herriman - The Little Death
  - Guy Pearce - The Rover
- 2015/II
  - Michael Caton - Last Cab to Darwin
  - Patrick Brammall - Ruben Guthrie
  - Ryan Corr - Holding the Man
  - Sullivan Stapleton - Cut Snake
- 2016
  - Andrew Garfield - La battaglia di Hacksaw Ridge (Hacksaw Ridge)
  - John Brumpton - Pawno
  - Damian Hill - Pawno
  - Ewen Leslie - The Daughter
- 2017
  - Sunny Pawar - Lion - La strada verso casa (Lion)
  - Stephen Curry - Hounds of Love
  - Ewen Leslie - The Butterfly Tree
  - Osamah Sami - Il matrimonio di Ali (Ali's Wedding)
- 2018
  - Hamilton Morris - Sweet Country
  - Ryan Corr - 1%
  - Lucas Hedges - Boy Erased - Vite cancellate (Boy Erased)
  - Damian Hill - West of Sunshine
  - Daniel Monks - Pulse
- 2019
  - Damon Herriman - Judy and Punch
  - Timothée Chalamet - Il re
  - Baykali Ganambarr - The Nightingale
  - Dev Patel - Attacco a Mumbai - Una vera storia di coraggio
  - Hugo Weaving - Hearts and Bones
- 2020
  - Toby Wallace - Babyteeth - Tutti i colori di Milla
  - George MacKay - The Kelly Gang
  - Sam Neill - Rams
  - Richard Roxburgh - H is for Happiness
  - Hugo Weaving - Measure for Measure
- 2021
  - Caleb Landry Jones - Nitram
  - Simon Baker – High Ground: Il cacciatore di taglie
  - Eric Bana - Chi è senza peccato - The Dry
  - Ahmed Malek - The Furnace
  - Jacob Junior Nayinggul - High Ground: Il cacciatore di taglie
- 2022
  - 'Austin Butler - Elvis
  - Rob Collins - The Drover’s Wife
  - Joel Edgerton - The Stranger - Nella mente del killer
  - Idris Elba - Tremila anni di attesa
  - Damon Herriman - Nude Tuesday
- 2023
  - Aswan Reid - The New Boy
  - Elias Anton - Un'età
  - Simon Baker - Limbo
  - Thom Green - Un'età
  - Phoenix Raei – The Rooster
  - Osamah Sami - Shayda